# Буххольц (Альтмарк)
Буххольц (нем. Buchholz) — община в Германии, в земле Саксония-Анхальт. 
Входит в состав района Штендаль. Подчиняется управлению Штендаль-Ухтеталь.  Население составляет 294 человека (на 31 декабря 2006 года). Занимает площадь 8,94 км².